# DBi
dBi – logarytmiczna jednostka miary zysku energetycznego anteny odniesiona do anteny izotropowej.
Zysk anteny wyrażony w dBi informuje, o ile decybeli poziom sygnału jest większy od poziomu sygnału hipotetycznej anteny izotropowej.
{\displaystyle G_{i}\,[{\text{dBi}}]=10\log _{10}\left({\frac {U\,[{\text{W}}]}{P_{pr}\,[{\text{W}}]}}\right),}
przy czym
{\displaystyle G_{i}\,[{\text{dBi}}]=G_{d}\,[{\text{dBd}}]+2{,}15.}

## Przykład
Sygnał jest nadawany przez antenę o zysku {\displaystyle G=8\,{\text{dBi}},} to znaczy:
{\displaystyle 10\log _{10}\left({\frac {U}{P_{pr}}}\right)=8\,{\text{dBi}}\ \Rightarrow \ \log _{10}\left({\frac {U}{P_{pr}}}\right)=0{,}8\,{\text{dBi}}.}
Przekształcając obie strony równania otrzymuje się:
{\displaystyle {\frac {U}{P_{pr}}}=10^{0{,}8}=6{,}31.}
Z tego wynika, że moc wypromieniowywana przez tę antenę w danym kierunku jest 6,31 razy większa niż w przypadku anteny izotropowej.